# 谷地八幡宮
谷地八幡宮（やちはちまんぐう）は、山形県西村山郡河北町にある神社である。旧社格は県社で、現在は神社本庁の別表神社。
応神天皇（八幡神）を主祭神とする。

## 歴史
寛治5年（1091年）、鎮守府将軍・源義家が、神恩に感謝して石清水から白鳥村（現 村山市白鳥近辺）に八幡神を勧請して祭祀を行ったのに始まると伝えられる。天正年間（1573年 - 1592年）頃、谷地城主・白鳥長久が白鳥村から現在地に遷し、鎮守とした。寒河江八幡宮・溝延八幡宮とともに「寒河江荘三八幡」と称され、武家の崇敬を受けた。
かつては八幡神社と称していたが、神社本庁の別表神社に加列される際に谷地八幡宮に改称した。

## 祭事
9月の例祭で奉納される「谷地の舞楽」は、大阪・四天王寺の楽人の流れをくむ神職・林家が一子相伝で伝承しているもので、「林家舞楽」とも呼ばれ重要無形民俗文化財に指定されている。林家舞楽は宮中舞楽・四天王寺舞楽・南都楽所舞楽と並ぶ日本四大舞楽の一つとされる。
歳旦祭
1月1日。午前零時に一番太鼓が打たれ、初詣が始る。神殿では、歳旦祭の祝詞が朗々と奏上され、神前に舞楽が奉奏される。
おさいとう
1月14日。17：30に点火し、正月に飾った注連飾りや古神札、古お守りを炊き上げる。
産業祭
1月中旬。社業の繁栄・操業の安全を祈願する。
紀元祭
2月11日。皇室国家の弥栄、氏子崇敬者の平安を祈願する。
祈年祭
3月下旬。皇室の弥栄と国の隆昌、氏子崇敬者の家内安全、そして当地方の五穀豊穣、産業振興を祈願する。
昭和祭
4月29日。昭和天皇の聖徳大業を景仰し、皇室の弥栄と国家国民の繁栄を祈願する。
夏越の大祓
7月海の日。茅の輪神事を行い厄を払う。
きゅうり天王祭
7月海の日。境内末社八坂神社の例祭。きゅうりを供え、厄病退散を祈願する。
風日祈祭(かざひのみさい)・宮参り
八月最終土曜日。秋の収穫まで風雨の災いがないように祈る風祭り、五穀の豊穣を祈る宮参り。
二百十日祭・神幸の儀
八月最終日曜日。五穀豊穣・国家繁栄・家内安全の祈願のため、神輿が谷地地区内を渡御する。
例大祭
2014年9月12日　20：00～　楽揃式・奴祓式、9月13日　例大祭1日目　13：30～　例祭祓式　、14：20～　舞楽奉奏（7曲）など、9月14日　例大祭2日目　12：00～　神幸所発輿祭　、14：00～　舞楽奉奏（10曲）など、9月15日　例大祭3日目　13：30～　大黒舞など。
神嘗祭奉祝祭
10月20日。伊勢神宮の神嘗祭に合わせて行われる。
明治祭
11月3日。明治天皇の聖徳大業を景仰し、皇室の弥栄と国家国民の繁栄を祈願する。
新嘗祭・神宮大麻頒布始祭
11月23日。神前に新穀を供え、五穀豊穣を感謝する。
天長祭
12月23日（天皇御誕生日）。天皇の誕生を氏子崇敬者と共に祝い、皇室の弥栄を祈念する。
師走の大祓
12月31日。新年を迎えるに当たり厄を払う。